# Comisión Legislativa y de Fiscalización de Ecuador
Comisión Legislativa y de Fiscalización también conocido como Congresillo fue el nombre que se le dio a Asamblea Nacional del Ecuador de transición, funcionó desde la entrada en vigencia de la Constitución de 2008 hasta la posesión del Primer Periodo Legislativo de la Asamblea Nacional. 
La creación de esta legislatura transitoria estuvo contemplada en el Régimen de Transición de la Constitución, para encargarle la función legislativa de Ecuador, dado que ese mismo Régimen de Transición, suprimió de manera definitiva al Congreso Nacional, que estaba suspendido por mandato de la Asamblea Constituyente.
La Comisión Legislativa y de Fiscalización fue conocida también como "Congresillo" pues estuvo conformada por 76 miembros, que habían sido antes integrantes de la Asamblea Constituyente 2007-2008, estos fueron elegidos por el Pleno de la propia Asamblea Constituyente, siguiendo parámetros de representatividad proporcional de cada circunscripción electoral y asignando la mayor cantidad de escaños a los partidos más votados en la elección de Asambleístas de 2007).

## Escaños por partido
| Lista | Lista | Partido / Movimiento                                               | Asam. |
| ----- | ----- | ------------------------------------------------------------------ | ----- |
| 35    |       | Movimiento Alianza PAIS, Patria Altiva I Soberana (PAIS)           | 46    |
| 3     |       | Partido Sociedad Patriótica 21 de Enero (PSP)                      | 10    |
| 7     |       | Partido Renovador Institucional Acción Nacional (PRIAN)            | 4     |
| 6     |       | Partido Social Cristiano (PSC)                                     | 3     |
| 18    |       | Movimiento de Unidad Plurinacional Pachakutik Nuevo-País (MUPP-NP) | 3     |
| 15    |       | Movimiento Popular Democrático (MPD)                               | 2     |
| 29    |       | Red Ética y Democracia (RED)                                       | 2     |
| 12    |       | Izquierda Democrática (ID)                                         | 2     |
| 10    |       | Partido Roldosista Ecuatoriano (PRE)                               | 1     |
| 41    |       | Una Nueva Opción (UNO)                                             | 1     |
| 27    |       | Movimiento Honradez Nacional (MHN)                                 | 1     |
| 99    |       | Movimiento Ciudadano Independiente Futuro Ya                       | 1     |
| Total | Total | Total                                                              | 76    |

## Consejo de Administración Legislativa
La Comisión Legislativa y de Fiscalización tuvo un Consejo de Administración Legislativa (CAL), que dirigió el parlamento, este consejo fue conformado por el presidente, 2 Vicepresidentes, y 4 vocales.
| Cargo                   | Asambleísta             | Asambleísta             | Asambleísta                | Bancada                 | Partido                 | Período               | Período             |
| Cargo                   | Asambleísta             | Asambleísta             | Asambleísta                | Bancada                 | Partido                 | Inicio                | Fin                 |
| ----------------------- | ----------------------- | ----------------------- | -------------------------- | ----------------------- | ----------------------- | --------------------- | ------------------- |
| Presidencia             |                         |                         | Fernando Cordero Cueva     | PAIS                    | PAIS                    | 27 de octubre de 2008 | 30 de julio de 2009 |
| Primera Vicepresidencia |                         |                         | César Rodríguez            | PAIS                    | PAIS                    | 27 de octubre de 2008 | 30 de julio de 2009 |
| Segunda Vicepresidencia |                         |                         | Aminta Buenaño Rugel       | PAIS                    | PAIS                    | 27 de octubre de 2008 | 30 de julio de 2009 |
| Primera Vocalía         |                         |                         | Pedro de la Cruz           | PAIS                    | PAIS                    | 27 de octubre de 2008 | 30 de julio de 2009 |
| Segunda Vocalía         |                         |                         | Fernando Alarcón Estupiñan | PSP                     | PSP                     | 27 de octubre de 2008 | 30 de julio de 2009 |
| Tercera Vocalía         |                         |                         | Abel Ávila Portocarrero    | Aliados                 | MPD                     | 27 de octubre de 2008 | 30 de julio de 2009 |
| Cuarta Vocalía          |                         |                         | Pamela Falconí Loqui       | PAIS                    | PAIS                    | 27 de octubre de 2008 | 30 de julio de 2009 |
| Secretaría General      | Francisco Vergara Ortiz | Francisco Vergara Ortiz | Francisco Vergara Ortiz    | Francisco Vergara Ortiz | Francisco Vergara Ortiz | 27 de octubre de 2008 | 30 de julio de 2009 |
| Prosecretaría General   | Andrés Segovia Salcedo  | Andrés Segovia Salcedo  | Andrés Segovia Salcedo     | Andrés Segovia Salcedo  | Andrés Segovia Salcedo  | 27 de octubre de 2008 | 30 de julio de 2009 |

### Comisiones especializadas
| Comisión                                          | Presidente | Presidente       | Bancada | Partido | Vicepresidente | Vicepresidente   | Bancada | Partido |
| ------------------------------------------------- | ---------- | ---------------- | ------- | ------- | -------------- | ---------------- | ------- | ------- |
| De lo Civil y Penal                               |            | María Paula Romo | PAIS    | PAIS    |                | Teresa Benavides | PAIS    | PAIS    |
| De lo Laboral y Seguridad Social                  |            | Betty Amores     | PAIS    | PAIS    |                | Santiago Correa  | PAIS    | PAIS    |
| De lo Tributario, Fiscal y Financiero             |            | Jaime Ruiz       | PAIS    | PAIS    |                | Denise Coka      | PAIS    | PAIS    |
| De Desarrollo Económico y Producción              |            | Irina Cabezas    | PAIS    | PAIS    |                | Jorge Calvas     | PAIS    | PAIS    |
| De Organización Territorial y Gobiernos Autónomos |            | Gustavo Darquea  | PAIS    | PAIS    |                | José Picoita     | PAIS    | PAIS    |
| De Reforma del Estado y Gestión Pública           |            | Fernando Salazar | PAIS    | PAIS    |                | Jaime Alcívar    | PAIS    | PAIS    |
| De Relaciones Internacionales y Seguridad Pública |            | Marcos Martínez  | PAIS    | PAIS    |                | Pilar Nuñez      | PAIS    | PAIS    |
| De Participación Social                           |            | Betty Tola       | PAIS    | PAIS    |                | Carlos Pilamunga | Aliados | MUPP    |
| De Salud y Ambiente                               |            | Jaime Abril      | PAIS    | PAIS    |                | Guido Vargas     | PAIS    | PAIS    |
| De Contratación Pública y Transparencia           |            | Nelson López     | PAIS    | PAIS    |                | Patricio Pazmiño | PAIS    | PAIS    |

Fuente:

## Leyes aprobadas
| #  | Ley |
| -- | --- |
| 1  | Ley Reformatoria de Régimen Tributario Interno y a la Ley Reformatoria para la Equidad Tributaria del Ecuador                       |
| 2  | Ley Derogatoria del Literal e) del artículo 139 de la Ley de Transporte Terrestre, Tránsito y Seguridad Vial                        |
| 3  | Ley Reformatoria a la Ley Orgánica del Servicio Exterior                                                                            |
| 4  | Ley Orgánica Reformatoria e Interpretativa al Mandato Constituyente N.º 2                                                           |
| 5  | Ley Reformatoria la Mandato Constituyente N.º 23                                                                                    |
| 6  | Ley de la Creación de la Red de Seguridad Financiera                                                                                |
| 7  | Ley Orgánica de Minería |
| 8  | Ley Reformatoria al Código de Procedimiento Penal y Otras Normas                                                                    |
| 9  | Ley Orgánica Electoral y de Organizaciones Políticas de la República del Ecuador                                                    |
| 10 | Ley de Régimen de Soberanía Alimentaria                                                                                             |
| 11 | Ley Reformatoria al Código del Trabajo y a la Ley de Servicio Civil y Carrera Administrativa                                        |
| 12 | Ley de Elecciones de Representantes Ecuatorianos al Parlamento Latinoamericano                                                      |
| 13 | Ley del Código Orgánico de la Función Judicial                                                                                      |
| 14 | Ley Reformatoria a la Ley de Seguridad Social y a las Leyes del ISSFA e ISSPOL                                                      |
| 15 | Ley Reformatoria a la Ley sobre Inmunidades, Privilegios y Franquicias Diplomáticas, Consulares y de los Organismos Internacionales |
| 16 | Ley de Creación del Banco del Instituto Ecuatoriano de Seguridad Social                                                             |
| 17 | Ley Reformatoria a la Ley de Compañías                                                                                              |
| 18 | Ley Reformatoria al Código Penal que Tipifica el Delito de Genocidio y Etnocidio                                                    |
| 19 | Ley Orgánica para el Pago Mensual de Fondo de Reserva y Régimen Solidario de Cesantía por parte del Estado                          |
| 20 | Ley Reformatoria a la Ley de Personal de las Fuerzas Armadas                                                                        |
| 21 | Ley Reformatoria a la Ley de Personal de la Policía Nacional                                                                        |
| 22 | Reformas al Título V, Libro Segundo del Código de la Niñez y la Adolescencia                                                        |
| 23 | Ley Orgánica Reformatoria a la Ley Orgánica de la Contraloría General del Estado                                                    |
| 24 | Ley Orgánica de la Función Legislativa                                                                                              |
| 25 | Ley Reformatoria a la Ley de Carrera Docente y Escalafón del Magisterio Nacional                                                    |
| 26 | Ley Orgánica del Consejo de Participación Ciudadana y Control Social                                                                |
| 27 | Ley Reformatoria al Mandato Constituyente N.º 14                                                                                    |
| 28 | Ley Orgánica de Empresas Públicas                                                                                                   |
| 29 | Ley de Seguridad Pública y del Estado                                                                                               |
| 30 | Ley Orgánica de Garantías Jurisdiccionales y Control Constitucional                                                                 |

Fuente: